# MacManus
La MacManus è stata una tra le principali agenzie pubblicitarie statunitensi.

## Storia
La MacManus è stata fondata a Detroit nel 1911 da Theodore F. MacManus (1872-1940). Nel 1934 si unisce con l'agenzia di W. A. P. John e Jim. A. Adams e nasce la MacManus, John & Adams. 
Nel corso degli anni apre filiali a Bloomfield Hills (Michigan), New York, Chicago, Los Angeles, Minneapolis, Toronto, Zurigo e Londra.
La MacManus, John & Adams si fonde poi nel 1971 con la D'Arcy, e il gruppo che ne deriva si fonde un'altra volta ancora, l'anno successivo, con la Masius Wynne Williams per dar vita alla D-MM. La D-MM si fonde poi nel 1985 con la Benton & Bowles e diventa DMB&B.
Il nome MacManus viene recuperato nel 1996 per denominare il gruppo derivato dall'acquisizione da parte della DMB&B della N. W. Ayer & Son e di altre agenzie.
Il MacManus Group viene poi fuso col Kaplan Thaler Group nel 1999 e col Leo Group (il network della Leo Burnett) l'anno successivo per creare il Bcom3 Group (quest'ultimo verrà a sua volta assorbito dal Publicis Groupe nel 2002).

## Pubblicità
La storia pubblicitaria della MacManus è legata principalmente alla fabbrica di automobili Cadillac, in particolare dopo che quest'ultima fu acquisita dalla General Motors nel 1909.
Tra tutti gli annunci creati dalla MacManus per la Cadillac uno dei più celebri è quello che fu pubblicato sul Saturday Evening Post il 2 gennaio del 1915: «The Penalty of Leadership».
Agli albori dell'automobilismo le macchine erano lungi dall'esser perfette, e di solito i principali difetti lamentati dai clienti erano relativi alla scarsa affidabilità dei mezzi. Sebbene questi limiti fossero comuni a pressoché tutte quante le automobili, talvolta a livello pubblicitario si faceva leva proprio sulla sedicente affidabilità dei propri veicoli o sulla scarsa affidabilità di quelli della concorrenza. 
Nel caso specifico: il nuovo modello di Cadillac del 1914 andò incontro a vari problemi tecnici, e questa debolezza fu sfruttata dalla Packard a proprio vantaggio. La MacManus creò allora un annuncio in modo da far volgere, a loro volta, le critiche in proprio favore: in sostanza la pubblicità metteva in evidenza come i forti attacchi sferrati dalla concorrenza fossero proporzionati all'eccellenza della Cadillac. Le critiche, quindi, furono utilizzate per sottolineare il prestigio della marca, poiché solo i capolavori possono essere invidiati. È «la penalità del comando», appunto.
Altri annunci famosi della MacManus sempre per la Cadillac sono, inoltre, quelli disegnati da J. M. Cleland nel 1919 e nel 1929.